# Hieron (Architektur)
Ein Hieron (altgriechisch τὸ ἱερόν ‚Heiligtum‘; plur. Hiera) war ein griechischer Kultort, ursprünglich auf Grund bestimmter Merkmale, die auf die Wirkung oder das Erscheinen einer Gottheit hindeuteten, als heilig erachtet.
In der Regel handelt es sich um anfänglich abgelegene Orte, Haine, Grotten etc. Der heilige Bezirk des Temenos und ein Altar, umgeben von Grenzsteinen oder einer Mauer, Peribolos, waren die ersten Bestandteile eines Hieron. Heilige Quellen, Steine (Omphalos in Delphi), heilige Bäume folgten als Merkmale. In der Folge entwickelten sich solche Orte: Tempel und Kultgebäude entstanden. Prozessionsstraßen, die Tempel für verschiedene Gottheiten, Altäre, Schatzhäuser, Schreine für Weihgeschenke etc. verbanden, führten durch das heilige Areal. Häufig gehörten auch Theater zu griechischen Heiligtümern. Säulenhallen und Unterbringungsmöglichkeiten für die zahlreichen Besucher wurden errichtet.
Es gab städtische und außerstädtische Hiera. Letztere waren oft mit Orakeln wie in Delphi verbunden oder galten als überregional, panhellenisch wie Olympia. Periodisch wiederkehrende Wettkämpfe und Feste lockten zahlreiche Besucher an. Bedeutende Heiligtümer gab es auch in Epidauros und Kos, die wegen des damit verbundenen Asklepios-Kultes und auf der Suche nach Genesung frequentiert wurden. Viele Heiligtümer waren an mystische oder orgiastische Kulte gebunden, wie das Demeter-Heiligtum in Eleusis bei Athen oder das Heiligtum der Magna Mater bei der Idäischen Grotte auf Kreta.